# Yun Jong-su
Yun Jong-su (윤정수) est un ancien joueur puis entraîneur nord-coréen de football. Il a occupé à trois reprises le poste de sélectionneur de l'équipe nationale, entre 2003 et 2005 puis entre 2011 et 2014 et entre 2019 et 2022.

## Biographie
Yun est choisi par la fédération nord-coréenne afin de remplacer Ri Jong-nam alors que la sélection doit s'engager dans les éliminatoires pour la Coupe d'Asie des nations 2004, qui doit avoir lieu en Chine. Son premier match voit les Chollimas dominer l'Inde 2 à 0, au Stade Kim Il-sung, succès confirmé au retour avec un match nul, synonyme de qualification pour le tour suivant. Malheureusement pour le technicien nord-coréen, ses hommes ne peuvent faire mieux qu'une dernière place en poule du second tour, derrière l'Iran, la Jordanie et le Liban, sans même remporter un seul match, n'accrochant qu'un nul 1-1 au Liban. 
Les éliminatoires sont marqués par deux incidents. D'abord, lors du match en Iran, les Nord-Coréens quittent le terrain à la suite de fumigènes ayant atterri sur la pelouse. Ils perdent le match 3-0 sur tapis vert. L'autre incident est diplomatique puisque les autorités nord-coréennes refusent l'entrée sur le territoire de la sélection jordanienne. La réaction de l'AFC ne se fait pas attendre : la Corée du Nord est suspendue de toute compétition en Asie pendant un an et est exclue de la Coupe d'Asie des nations 2007. 
En fin d'année 2003, la qualification pour le tournoi olympique des jeux d'Athènes s'arrête, à la suite d'une élimination face à l'Irak, à l'issue d'un duel en matchs aller et retour (victoire 2-0 au Kim Il-sung Stadium suivi d'une défaite 4-1 à Bagdad). Le premier mandat de Yun se termine le 3 juin 2005, à l'issue d'une défaite de l'équipe nationale à Téhéran face à l'équipe d'Iran (1-0). Il est remplacé par Kim Jong-hun.
En 2011, il est à nouveau appelé au poste de sélectionneur, afin de succéder à Jo Tong-sop. Il démarre ce second mandat alors que la Corée du Nord vient de participer à la phase finale de la Coupe d'Asie des nations 2011, achevée prématurément dès le premier tour. La première mission assignée au technicien par la fédération est de remporter l'AFC Challenge Cup 2012, afin d'assurer la participation des Chollimas à la prochaine Coupe d'Asie des nations, organisée en Australie en 2015. Yun relève le défi puisque ses hommes gagnent la compétition, réservée aux équipes dites en développement, après avoir notamment battu la Palestine en demi-finale puis le Turkménistan en finale, à Katmandou au Népal. Son mandat s'achève en décembre 2014, à la suite de sa suspension pour un an, décidée par l'AFC, après un comportement anti-sportif lors de la finale du tournoi de football des Jeux asiatiques. La fédération rappelle Jo Tong-sop sur le banc nord-coréen pour prendre sa place.

## Palmarès
- AFC Challenge Cup :
  - Vainqueur en 2012